# Rhin (biflod till Havel)

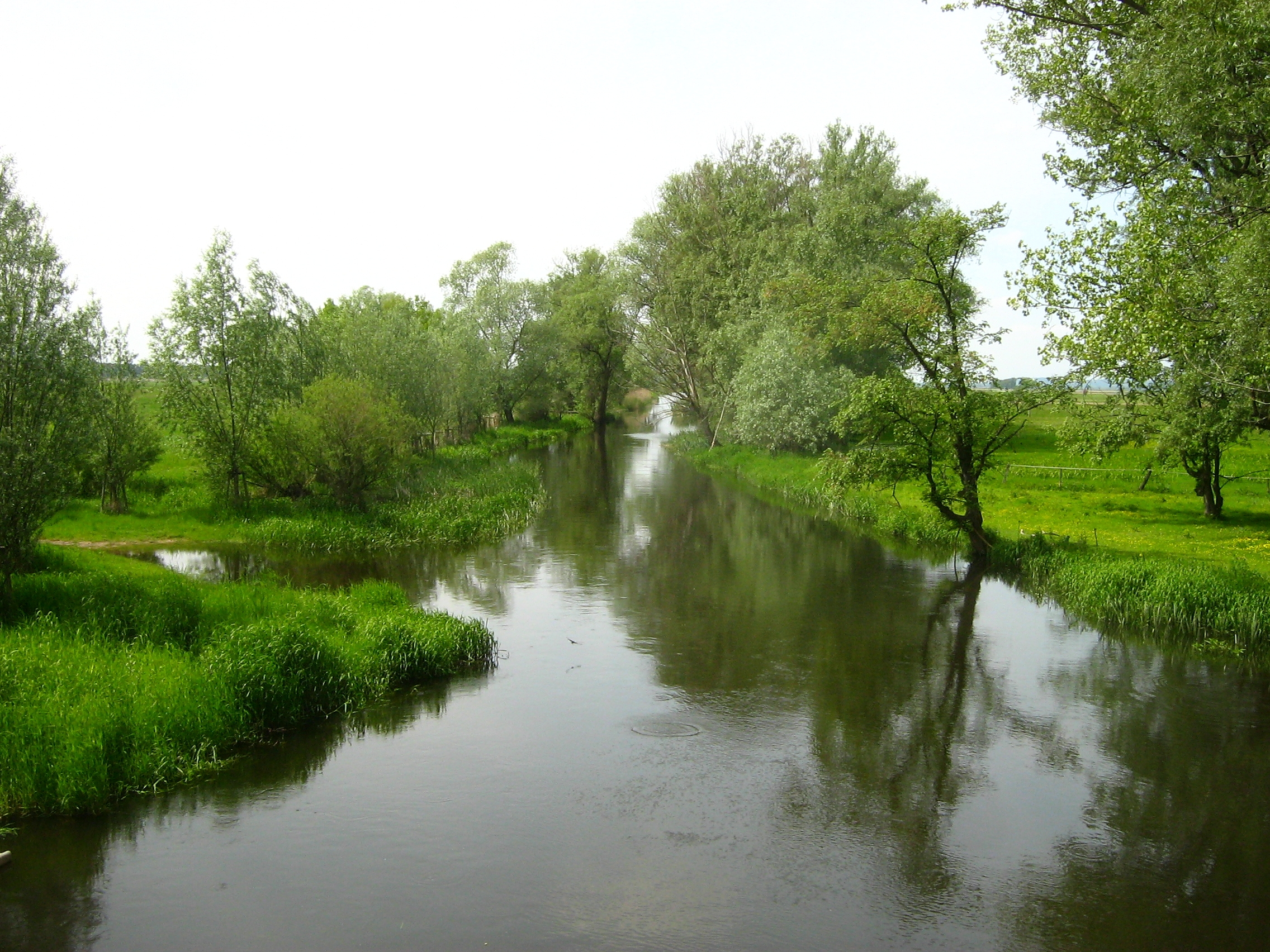
Rhin nära Rhinow.

Rhin är en 129 km lång flod i förbundslandet Brandenburg i Tyskland som utgör en biflod till floden Havel och därmed är en del av Elbes flodsystem.  Floden flyter genom orterna Rheinsberg, Neuruppin, Fehrbellin och Rhinow.